# Ricardo García (locutor)
Ricardo García, nacido Juan Osvaldo Larrea García (Puerto Montt, 1929-Varadero, 2 de junio de 1990), fue un locutor chileno, promotor cultural, periodista de oficio y empresario discográfico, uno de los principales gestores del movimiento popular artístico de los años 1960 y 1970 en su país.
A comienzos de su carrera condujo el programa musical radial Discomanía, donde ingresó en reemplazo de Raúl Matas. La mayor parte de su trabajo como impulsor del desarrollo de la música popular chilena se iniciaría años más tarde, donde reconoció el advenimiento de un movimiento que mezclaba folklore y crítica social, protagonizado por músicos como Ángel Parra, Isabel Parra, Rolando Alarcón, Víctor Jara, Patricio Manns e Inti Illimani, y que el propio García difundiría como la "Nueva Canción Chilena".
Entre las actividades de difusión cultural en que destacó se cuentan la implementación del Festival de Viña del Mar, de cuyas primeras ocho versiones fue además el conductor, y el "Festival de la Nueva Canción Chilena", a partir de 1969, del cual alcanzó a organizar tres versiones.
Hombre de la izquierda política y partidario del gobierno de Salvador Allende, vio interrumpida su labor a contar del Golpe de Estado de 1973. En 1976 crea el sello discográfico «Alerce», difundiendo la obra de autores extranjeros prohibidos, como los integrantes de la Nueva Trova Cubana. Como parte de la misma actividad auspició a los grupos musicales Chamal y Ortiga, iniciando con ello la era del Canto Nuevo.
Ricardo García falleció el 2 de junio de 1990 durante unas vacaciones en Cuba.